# 爵婦新獸屬
爵婦新獸屬（學名：Duchesneodus）是一類大型的雷獸。牠們生存於4040－3720萬年前始新世的北美洲。

## 形態
爵婦新獸屬估計重215.7-607公斤。